# Wilfred Jackson
Wilfred Jackson (Chicago, 24 de janeiro de 1906 — Newport Beach, 7 de agosto de 1988) foi um animador e cineasta norte-americano, célebre por seus filmes produzidos pela Walt Disney Pictures.

## Filmografia

### Animador
- 1928: Steamboat Willie
- 1929: The Skeleton Danse
- 1929: El Terrible Toreador
- 1929: Springtime
- 1929: Hell's Bells
- 1929: The Merry Dwarfs
- 1930: Summer
- 1930: Autumn
- 1930: Cannibal Capers
- 1930: Frolicking Fish
- 1930: Arctic Antics
- 1930: Midnight in a Toy Shop
- 1930: Nuit (Night)
- 1930: Monkey Melodies
- 1930: Winter
- 1930: Playful Pan

### Diretor
- 1929: Mickey's Follies
- 1930: Midnight in a Toy Shop
- 1931: The Castaway
- 1931: The China Plate
- 1931: The Busy Beaverst
- 1931: Egyptian Melodies
- 1931: The Cat's Out
- 1931: The Clock Store
- 1931: The Spider and the Fly
- 1931: The Fox Hunt
- 1931: The Ugly Duckling
- 1932: The Bird Store
- 1932: The Grocery Boy
- 1932: Barnyard Olympics
- 1932: Mickey's Revue
- 1932: The Bears and Bees
- 1932: Musical Farmer
- 1932: Mickey in Arabia
- 1932: The Whoopee Party
- 1932: Touchdown Mickey
- 1932: The Klondike Kid
- 1932: Santa's Workshop
- 1933: Mickey's Mellerdrammer
- 1933: Father Noah's Ark
- 1933: Mickey's Mechanical Man
- 1933: Lullaby Land
- 1933: Puppy Love
- 1933: The Pied Piper (1933)
- 1933: The Pet Store
- 1933: The Night Before Christmas
- 1934: The Tortoise and the Hare
- 1934: The China Shop
- 1934: The Grasshopper and the Ants
- 1934: Funny Little Bunnies
- 1934: Une petite poule avisée
- 1934: Peculiar Penguins
- 1934: The Goddess of Spring
- 1935: La Fanfare
- 1935: Water Babies
- 1935: Mickey's Garden
- 1935: Music Land
- 1936: Mickey's Grand Opera
- 1936: Elmer Elephant
- 1936: Le Rival de Mickey
- 1936: Toby Tortoise Returns
- 1936: The Country Cousin
- 1936: More Kittens
- 1937: Woodland Café
- 1937: Le Vieux Moulin
- 1938: Mother Goose Goes Hollywood
- 1940: Fantasia
- 1941: Golden Eggs
- 1942: Aquarela do Brasil
- 1942: Saludos Amigos
- 1948: Johnny Appleseed
- 1948: Mélodie cocktail (Melody Time)
- 1950: Cinderella
- 1951: Alice in Wonderland
- 1952: The Little House
- 1953: Peter Pan
- 1955: Lady and the Tramp
- 1955: Dateline: Disneyland (TV)
- 1958: An Adventure in Art (TV)
- 1958: 4 Artists Paint 1 Tree: A Walt Disney 'Adventure in Art'